# 蘇弘祖
蘇弘祖 (仮名：ソ コウソ, 拼音：Sū Hóngzǔ) は、清初の官吏。遼陽出身、漢軍正紅旗人。
ホンタイジによる八衙門の改定に伴って啓心郎に選任され、南贛巡撫などを歴任した。

## 略歴
崇徳3年 (1638)
- 旧暦7月：前任の朱国柱、高士俊が汚職に連座し解任されたことに伴い、[注 1]戸部啓心郎に薦挙。[2]同月、八衙の更定に伴い戸部漢啓心郎に選任。[3]
- 旧暦8月：郷試合格 (挙人)。[4][注 2]

崇徳8年 (1643)
- 旧暦12月：半個ホントホ牛彔･章京ニルイ･ジャンギン(後の雲騎尉) 品級に叙勲。[5]

順治1年 (1644)
- 旧暦7月：青州・登州・萊州各道の分守および戸部啓心郎から河南布政使司参政に昇任、按察使司僉事を兼任。[6]

順治3年 (1646)
- 不詳：山東布政使に転任。[1]

順治5年 (1648)
- 旧暦9月：山東右布政使から陝西(布政使司)左布政使に昇任｡[7]

順治9年 (1652)
- 不詳：三度の恩賞により三等軽車都尉に昇格。[1]

順治10年 (1653)
- 旧暦5月：巡按御史・高爾位により計典 (大計之典の略。明清において三年に一度実施された官吏の査定) に虚偽報告が発覚し、それに連座する形で陝西布政使を解任。[1]

順治11年 (1654)
- 旧暦1月：福建(布政使司)福寧道参政に補欠就任。[8]

順治13年 (1656)
- 旧暦12月：福建福寧道参政から都察院左僉都御史に昇任。[9]

順治15年 (1658)
- 旧暦6月：都察院左僉都御史から右副都御史に昇任。贛州・南安、汀州、韶州・恵州、潮州・郴州、桂州地方の巡撫と軍務提督を兼任｡[10]

順治17年 (1660)
- 旧暦2月、都察院左都御史・魏裔介により「玩寇殃民、貽誤封疆」(悪を放任し辺境守備に支障を来した) と糾弾されたが、[11]翌3月の吏部と都察院による査定では留任を許された。[12]その翌4月、今度は反対に魏裔介が吏科都給事中の孫光祀から「溺職負恩」(職務怠慢) と糾弾された。孫光祀によれば、蘇弘祖に対する糺弾は、魏裔介が自らについての黒い噂を猫糞しようと、蘇弘祖らに冤罪をつけて誣告し、目を逸らせようとする策略であった。[13]魏裔介は順治帝から弁解の機会を賜り、難を切り抜けた。[14]
- 同月、雩都 (現江西省贛州市于都県) の山賊・李玉廷が要害の地に拠って勢力を拡大させ、大規模な掠奪に出た。蘇弘祖は資金を投じて火器を製造させると、贛城から派兵させて巣窟を叩き、頭目・李玉廷を捕縛した。また賊魁・謝上逵が鄭成功および羅一鑑、徐黄毛らを糾合し、閩州、贛州に隣接する平遠 (現広東省梅州市平遠県) の五指石不詳に勢力を張った為、同年6月、閩粤から共同出兵させて謝上逵を追い詰めた。しかし謝上逵が投降を装って紅畬不詳に逃げ込んだ為、将軍・李宗韜を派遣して羅一鑑、徐黄毛ら七人を斬伐。更に闇夜に紛れて兵を進め、遁走する賊徒を柑子窩不詳、中木溪不詳まで追い詰めて一網打尽にし、五指石寨を陥落させた。続いて紅畬に進攻し、駆け引きにより謝上逵の身柄を引き渡させて誅殺した。[1]

順治18年 (1661)
- 旧暦5月、遊擊・王把什を派遣して広昌の賊を襲撃させた。雨に乗じてその隙を突き、滴水不詳、羊石不詳の二寨を立て続けに陥落させると、千餘の首級を挙げ、賊魁・幸運昇、蕭來信を捕縛した。順治帝の北京入城以来、ようやく地方も平定されたが、学舎が甚大な被害を受け倒壊していた為、修復のための資金投与を唱導した。[1]

康熙元年 (1662)
- 旧暦2月：査定の結果、退官を命じられた。[15][注 3]

康熙3年 (1664)
- 旧暦4月：死歿。[1]同年旧暦7月、祭葬。[16]

## 脚註

### 註釈
1. ↑  参考：『太宗文皇帝實錄』
巻40 (崇德3年1月30日段2262)「戶部承政・韓大勳爲其家人・李登、赴法司、首告『盜取庫內金銀珍珠等物。』搜獲黃金七兩、銀十五兩、五錢珍珠七兩九錢。及訊大勳、據供『從刑部、齎貯金二十七兩。我與布丹、赫世密、三人同謀盜取是實。』等語。及査刑部、送來金銀財物係韓大勳、布丹、赫世密……等承收。乃、止、將銀物數目登記於簿、其金二十七兩並未登記。漢啓心郎・高士俊、朱國柱……等、曾將此金査明、封固。止、以他物登記於簿、而此金並未登記。坐此議『眾人同謀盜金、故不記檔案……。承政・英俄爾岱……奉命、察計庫內被盜金銀珠寶數目、反、多出東珠八顆、黃金四十六兩一錢五分、銀四千四百七十兩、紡絲綾杭紬四百七十四疋。英俄爾岱等、既不知盜去數目、又不知所盜之金未曾登簿、難辭疏忽之咎、應各革一世職……。』……上命『韓大勳免死、革職。……首告李登夫婦准其離主。英俄爾岱……免革職……。布丹……免死贖身、仍留部用。……高士俊、朱國柱……各鞭一百、貫耳鼻、俱解部任。』」
巻42 (崇德3年7月23日段2347)「上命……范文程、議應授……啓心郎之人。遂同吏部……會議、……以張尚、蘇弘祖爲戶部啓心郎。」
『世祖章皇帝實錄』巻6 (順治1年7月19日段3342)「戶部啓心郎・朱國柱爲山東布政使司參政兼按察使司僉事、分巡濟寧道。高士俊爲山東布政使司參政兼按察使司僉事、分巡武德道。」(＊朱国柱と高士俊は啓心郎に就任したものの崇徳3年に汚職に連座して解任。その後、張尚と蘇弘祖が戸部啓心郎に就任したが、何故か順治1年時点で朱国柱と高士俊が戸部啓心郎を務めている。)
2. ↑  参考：维基百科「苏弘祖」に「順治三年，登進士。」とあるのは「崇徳三年」の誤記 (『大清世祖體天隆運定統建极英睿欽文顯武大德弘功至仁純孝章皇帝實錄 (＝世祖章皇帝實錄)』巻40を典拠としているが、「順治三年」とする記載は同文献中にない)。
3. ↑   参考：『清史稿』巻240には「康熙元年，甄別督撫，弘祖解任。」とあるが、『聖祖仁皇帝實錄』巻6には「○吏部・都察院遵旨、甄別督撫。得旨、郎廷佐・朱之錫・張長庚・李率泰・趙廷臣・李國英・王登聯・白秉真・劉秉政・佟鳳彩・袁懋功、俱留任。趙國祚、著解任。彭有義、著休致。蘇弘祖、著以原官致仕。張瑃、著降一級調用」とあり、「解任」されたのは趙國祚のみで、蘇弘祖は「原官を以て致仕 (＝退官) せ著し」められた。

### 典拠
1. 1 2 3 4 5 6 7  “疆臣-二-蘇祖宏”. 國朝耆獻類徵初編 (清耆獻類徵選編). 150 (3). (臺灣銀行經濟研究室)
2. ↑  “崇德3年7月23日段2347”. 太宗文皇帝實錄. 42. -
3. ↑  “崇德3年7月25日段2348”. 太宗文皇帝實錄. 42. -
4. ↑  “崇德3年8月18日段2362”. 太宗文皇帝實錄. 43. -
5. ↑  “崇德8年12月22日段3219”. 世祖章皇帝實錄. 2. -
6. ↑  “順治1年7月19日段3342”. 世祖章皇帝實錄. 6. -
7. ↑  “順治5年9月19日段4508”. 世祖章皇帝實錄. 40. -. "降補原任陝西左布政使・蘇弘祖、爲福建布政使司參政、福寧道。"
8. ↑  “順治11年1月14日段5843”. 世祖章皇帝實錄. 80. -
9. ↑  “順治13年12月26日段6711”. 世祖章皇帝實錄. 105. -
10. ↑  “順治15年6月6日段7134”. 世祖章皇帝實錄. 118. -
11. ↑  “順治17年2月24日段7662”. 世祖章皇帝實錄. 132. -
12. ↑  “順治17年3月19日段7685”. 世祖章皇帝實錄. -
13. ↑  “順治17年4月13日段7707”. 世祖章皇帝實錄. 134. -
14. ↑  “順治17年4月18日段7712”. 世祖章皇帝實錄. 134. -
15. ↑  “康熙1年2月7日段8306”. 聖祖仁皇帝實錄. 6. -. "◯吏部、都察院遵旨、甄別督撫。得旨……蘇弘祖、著以原官致仕。"
16. ↑  “康熙3年7月27日段8868”. 聖祖仁皇帝實錄. 12. -

## 典拠

### 史書
- 馬佳･図海, 他『太宗文皇帝實錄』順治6年 (1649) 上梓, 1937年刊行 (漢) ＊中央研究院歴史語言研究所版
- 巴泰, 他『世祖章皇帝實錄』康熙11年 (1672) 上梓, 1937年刊行 (漢) ＊中央研究院歴史語言研究所版
- 李桓『國朝耆獻類徵初編』同治年間 ＊中央研究院臺灣史研究所版
  - 『清耆獻類徵選編』臺灣銀行經濟研究室, 1967 ＊中央研究院臺灣史研究所版
- 趙爾巽, 他100余名『清史稿』清史館, 民国17年(1928) (漢) ＊中華書局版

### Web
- 「明實錄、朝鮮王朝実録、清實錄資料庫」中央研究院歴史語言研究所 (台湾)
- 「人名權威 人物傳記資料庫」中央研究院歴史語言研究所 (台湾)
- 「臺灣文獻叢刊資料庫系統」中央研究院臺灣史研究所 (台湾)

## 関聯
- 啓心郎